# Tennis ai Giochi della XXXI Olimpiade - Doppio femminile
Il torneo di doppio femminile ai Giochi olimpici di Rio de Janeiro del 2016 si è svolto dal 6 al 14 agosto all'Olympic Tennis Center nel Barra Olympic Park di Barra da Tijucasu su campi di cemento outdoor. I match si sono svolti al meglio dei due set su tre, compresa la finale.

## Calendario
| Agosto  | 6                 | 7                 | 8                   | 9                   | 10                           | 11     | 12         | 13                 | 14                 |
| Mattina | 11.00             | 11.00             | 11.00               | 11.00               | -                            | 12.00  | 12.00      | 12.00              | 12.00              |
| ------- | ----------------- | ----------------- | ------------------- | ------------------- | ---------------------------- | ------ | ---------- | ------------------ | ------------------ |
|         | Primo turno (32°) | Primo turno (32°) | Secondo turno (16°) | Secondo turno (16°) | Match cancellati per pioggia | Quarti | Semifinali | Finale 3º-4º posto | Finale 1º-2º posto |

## Medagliere
| Evento           | Oro                              | Argento                         | Bronzo                          |
| Doppio femminile | Ekaterina Makarova Elena Vesnina | Timea Bacsinszky Martina Hingis | Lucie Šafářová Barbora Strýcová |

## Qualificate
Il 6 giugno 2016 l'ITF ha diramato la lista delle coppie iscritte al torneo. Di seguito è riportato l'elenco completo ordinato in base al ranking WTA del 6 giugno 2016. Sono qualificate 32 coppie, di cui 24 qualificate direttamente in base ai ranking combinati (fra singolare e doppio), e 8 invitate dalla federazione internazionale. Le giocatrici inserite nella top 10 del ranking di doppio hanno diritto a una partner a scelta della propria federazione, indipendentemente dal ranking. Segnate con un asterisco le coppie invitate.
Australia, Cina, Germania, Repubblica Ceca, Romania, Russia, Spagna, Stati Uniti e Ucraina schierano due coppie ciascuna.
| Paese         | Coppie                                                                                   |
| ------------- | ---------------------------------------------------------------------------------------- |
| Australia     | Anastasija Rodionova / Arina Rodionova Dar'ja Gavrilova / Samantha Stosur                |
| Belgio        | Kirsten Flipkens / Yanina Wickmayer                                                      |
| Brasile       | Paula Cristina Gonçalves / Teliana Pereira                                               |
| Canada        | Eugenie Bouchard / Gabriela Dabrowski                                                    |
| Cina          | Peng Shuai / Zhang Shuai Xu Yifan / Zheng Saisai                                         |
| Francia       | Caroline Garcia / Kristina Mladenovic                                                    |
| Germania      | Anna-Lena Grönefeld / Laura Siegemund Angelique Kerber / Andrea Petković                 |
| Giappone      | Misaki Doi / Eri Hozumi                                                                  |
| India         | Sania Mirza / Prarthana Thombare                                                         |
| Italia        | Sara Errani / Roberta Vinci                                                              |
| Kazakistan    | Jaroslava Švedova / Galina Voskoboeva                                                    |
| Polonia       | Klaudia Jans-Ignacik / Paula Kania                                                       |
| Regno Unito   | Johanna Konta / Heather Watson                                                           |
| Rep. Ceca     | Andrea Hlaváčková / Lucie Hradecká Lucie Šafářová / Barbora Strýcová                     |
| Romania       | Irina-Camelia Begu / Monica Niculescu Andreea Mitu / Raluca Olaru                        |
| Russia        | Dar'ja Kasatkina / Svetlana Kuznecova Ekaterina Makarova / Elena Vesnina                 |
| Serbia        | Jelena Janković / Aleksandra Krunić                                                      |
| Spagna        | Anabel Medina Garrigues / Arantxa Parra Santonja Garbiñe Muguruza / Carla Suárez Navarro |
| Svizzera      | Timea Bacsinszky / Martina Hingis                                                        |
| Taipei cinese | Chan Hao-ching / Chan Yung-jan Chuang Chia-jung / Hsieh Su-wei                           |
| Stati Uniti   | Bethanie Mattek-Sands / Coco Vandeweghe Serena Williams / Venus Williams                 |
| Ucraina       | Ljudmyla Kičenok / Nadežda Kičenok Ol'ga Savčuk / Elina Svitolina                        |
| Ungheria      | Tímea Babos / Réka Luca Jani                                                             |

## Teste di serie
1. Serena Williams /  Venus Williams (primo turno)
2. Caroline Garcia /  Kristina Mladenovic (primo turno)
3. Chan Hao-ching /  Chan Yung-jan (quarti di finale)
4. Garbiñe Muguruza /  Carla Suárez Navarro (quarti di finale)

1. Timea Bacsinszky /  Martina Hingis (finale, argento)
2. Andrea Hlaváčková /  Lucie Hradecká (semifinale, quarto posto)
3. Ekaterina Makarova /  Elena Vesnina (campionesse, oro)
4. Sara Errani /  Roberta Vinci (quarti di finale)

## Tabellone

### Legenda
- IP = Invitati dall'ITF
- Alt = Alternate
- PR = Protected Ranking

- w/o = Walkover
- r = Ritirato
- d = Squalificato

### Fase finale
|  | Semifinali | Semifinali                       | Semifinali                       | Semifinali | Semifinali |  |  | Finale          | Finale                           | Finale                           | Finale | Finale |  |
|  |            |                                  |                                  |            |            |  |  |                 |                                  |                                  |        |        |  |
|  |            | Lucie Šafářová Barbora Strýcová  | Lucie Šafářová Barbora Strýcová  | 67         | 4          |  |  |                 |                                  |                                  |        |        |  |
|  | 7          | Ekaterina Makarova Elena Vesnina | Ekaterina Makarova Elena Vesnina | 7          | 6          |  |  | 7               | Ekaterina Makarova Elena Vesnina | Ekaterina Makarova Elena Vesnina | 6      | 6      |  |
|  | 5          | Timea Bacsinszky Martina Hingis  | 5                                | 7          | 6          |  |  | 5               | Timea Bacsinszky Martina Hingis  | Timea Bacsinszky Martina Hingis  | 4      | 4      |  |
|  | 6          | Andrea Hlaváčková Lucie Hradecká | 7                                | 63         | 2          |  |  |                 |                                  |                                  |        |        |  |
|  |            |                                  |                                  |            |            |  |  |                 |                                  |                                  |        |        |  |
|  |            |                                  |                                  |            |            |  |  | Finale 3º posto |                                  |                                  |        |        |  |
|  |            |                                  |                                  |            |            |  |  |                 |                                  |                                  |        |        |  |
|  |            |                                  |                                  |            |            |  |  |                 | Lucie Šafářová Barbora Strýcová  | Lucie Šafářová Barbora Strýcová  | 7      | 6      |  |
|  |            |                                  |                                  |            |            |  |  | 6               | Andrea Hlaváčková Lucie Hradecká | Andrea Hlaváčková Lucie Hradecká | 5      | 1      |  |

### Parte alta
|  | Primo turno | Primo turno                 | Primo turno                 | Primo turno | Primo turno |  |  | Secondo turno | Secondo turno               | Secondo turno        | Secondo turno        | Secondo turno        |   |   | Quarti di finale | Quarti di finale            | Quarti di finale            | Quarti di finale     | Quarti di finale     |   |   | Semifinale | Semifinale | Semifinale | Semifinale | Semifinale |  |
|  |             |                             |                             |             |             |  |  |               |                             |                      |                      |                      |   |   |                  |                             |                             |                      |                      |   |   |            |            |            |            |            |  |
|  | 1           | S Williams V Williams       | S Williams V Williams       | 3           | 4           |  |  |               |                             |                      |                      |                      |   |   |                  |                             |                             |                      |                      |   |   |            |            |            |            |            |  |
|  |             | L Šafářová B Strýcová       | L Šafářová B Strýcová       | 6           | 6           |  |  |               | L Šafářová B Strýcová       | 64                   | 6                    | 6                    |   |   |                  |                             |                             |                      |                      |   |   |            |            |            |            |            |  |
|  | IP          | K Jans-Ignacik P Kania      | 4                           | 7           | 3           |  |  | IP            | E Bouchard G Dabrowski      | 7                    | 2                    | 4                    |   |   |                  |                             |                             |                      |                      |   |   |            |            |            |            |            |  |
|  | IP          | E Bouchard G Dabrowski      | 6                           | 5           | 6           |  |  |               |                             |                      |                      |                      |   |   |                  | L Šafářová B Strýcová       | 4                           | 6                    | 6                    |   |   |            |            |            |            |            |  |
|  | IP          | L Kichenok N Kichenok       | L Kichenok N Kichenok       | 0           | 3           |  |  |               |                             | 8                    | S Errani R Vinci     | 6                    | 4 | 4 |                  |                             |                             |                      |                      |   |   |            |            |            |            |            |  |
|  |             | Y Xu S Zheng                | Y Xu S Zheng                | 6           | 6           |  |  |               | Y Xu S Zheng                | Y Xu S Zheng         | 2                    | 3                    |   |   |                  |                             |                             |                      |                      |   |   |            |            |            |            |            |  |
|  |             | A Kerber A Petkovic         | A Kerber A Petkovic         | 2           | 2           |  |  | 8             | S Errani R Vinci            | S Errani R Vinci     | 6                    | 6                    |   |   |                  |                             |                             |                      |                      |   |   |            |            |            |            |            |  |
|  | 8           | S Errani R Vinci            | S Errani R Vinci            | 6           | 6           |  |  |               |                             |                      |                      |                      |   |   |                  | L Šafářová B Strýcová       | L Šafářová B Strýcová       | 67                   | 4                    |   |   |            |            |            |            |            |  |
|  | 4           | G Muguruza C Suárez Navarro | G Muguruza C Suárez Navarro | 7           | 6           |  |  |               |                             |                      |                      |                      |   |   |                  |                             | 7                           | E Makarova E Vesnina | E Makarova E Vesnina | 7 | 6 |            |            |            |            |            |  |
|  | IP          | PC Gonçalves T Pereira      | PC Gonçalves T Pereira      | 6           | 2           |  |  | 4             | G Muguruza C Suárez Navarro | 7                    | 2                    | 6                    |   |   |                  |                             |                             |                      |                      |   |   |            |            |            |            |            |  |
|  |             | Y Shvedova G Voskoboeva     | Y Shvedova G Voskoboeva     | 1           | r           |  |  | Alt           | K Flipkens Y Wickmayer      | 5                    | 6                    | 2                    |   |   |                  |                             |                             |                      |                      |   |   |            |            |            |            |            |  |
|  | Alt         | K Flipkens Y Wickmayer      | K Flipkens Y Wickmayer      | 6           |             |  |  |               |                             |                      |                      |                      |   |   | 4                | G Muguruza C Suárez Navarro | G Muguruza C Suárez Navarro | 3                    | 4                    |   |   |            |            |            |            |            |  |
|  | IP          | T Babos RL Jani             | T Babos RL Jani             | 3           | 4           |  |  |               |                             | 7                    | E Makarova E Vesnina | E Makarova E Vesnina | 6 | 6 |                  |                             |                             |                      |                      |   |   |            |            |            |            |            |  |
|  | IP          | A Mitu R Olaru              | A Mitu R Olaru              | 6           | 6           |  |  | IP            | A Mitu R Olaru              | A Mitu R Olaru       | 1                    | 4                    |   |   |                  |                             |                             |                      |                      |   |   |            |            |            |            |            |  |
|  | IP          | An Rodionova Ar Rodionova   | An Rodionova Ar Rodionova   | 1           | 2           |  |  | 7             | E Makarova E Vesnina        | E Makarova E Vesnina | 6                    | 6                    |   |   |                  |                             |                             |                      |                      |   |   |            |            |            |            |            |  |
|  | 7           | E Makarova E Vesnina        | E Makarova E Vesnina        | 6           | 6           |  |  |               |                             |                      |                      |                      |   |   |                  |                             |                             |                      |                      |   |   |            |            |            |            |            |  |

### Parte bassa
|  | Primo turno | Primo turno                         | Primo turno                         | Primo turno | Primo turno |  |  | Secondo turno | Secondo turno               | Secondo turno               | Secondo turno            | Secondo turno     |   |   | Quarti di finale | Quarti di finale        | Quarti di finale      | Quarti di finale        | Quarti di finale |    |   | Semifinale | Semifinale | Semifinale | Semifinale | Semifinale |  |
|  |             |                                     |                                     |             |             |  |  |               |                             |                             |                          |                   |   |   |                  |                         |                       |                         |                  |    |   |            |            |            |            |            |  |
|  | 5           | T Bacsinszky M Hingis               | 6                                   | 4           | 6           |  |  |               |                             |                             |                          |                   |   |   |                  |                         |                       |                         |                  |    |   |            |            |            |            |            |  |
|  |             | D Gavrilova S Stosur                | 4                                   | 6           | 2           |  |  | 5             | T Bacsinszky M Hingis       | T Bacsinszky M Hingis       | 6                        | 6                 |   |   |                  |                         |                       |                         |                  |    |   |            |            |            |            |            |  |
|  |             | A Medina Garrigues A Parra Santonja | A Medina Garrigues A Parra Santonja | 1           | 1           |  |  |               | B Mattek-Sands C Vandeweghe | B Mattek-Sands C Vandeweghe | 4                        | 4                 |   |   |                  |                         |                       |                         |                  |    |   |            |            |            |            |            |  |
|  |             | B Mattek-Sands C Vandeweghe         | B Mattek-Sands C Vandeweghe         | 6           | 6           |  |  |               |                             |                             |                          |                   |   |   | 5                | T Bacsinszky M Hingis   | T Bacsinszky M Hingis | 6                       | 6                |    |   |            |            |            |            |            |  |
|  |             | J Konta H Watson                    | J Konta H Watson                    | 6           | 6           |  |  |               |                             | 3                           | H-c Chan Y-j Chan        | H-c Chan Y-j Chan | 3 | 0 |                  |                         |                       |                         |                  |    |   |            |            |            |            |            |  |
|  |             | J Janković A Krunić                 | J Janković A Krunić                 | 2           | 1           |  |  |               | J Konta H Watson            | 6                           | 0                        | 4                 |   |   |                  |                         |                       |                         |                  |    |   |            |            |            |            |            |  |
|  |             | I-C Begu M Niculescu                | 7                                   | 4           | 3           |  |  | 3             | H-c Chan Y-j Chan           | 3                           | 6                        | 6                 |   |   |                  |                         |                       |                         |                  |    |   |            |            |            |            |            |  |
|  | 3           | H-c Chan Y-j Chan                   | 5                                   | 6           | 6           |  |  |               |                             |                             |                          |                   |   |   | 5                | T Bacsinszky M Hingis   | 5                     | 7                       | 6                |    |   |            |            |            |            |            |  |
|  | 6           | A Hlaváčková L Hradecká             | 7                                   | 1           | 6           |  |  |               |                             |                             |                          |                   |   |   |                  |                         | 6                     | A Hlaváčková L Hradecká | 7                | 63 | 2 |            |            |            |            |            |  |
|  |             | O Savchuk E Svitolina               | 61                                  | 6           | 4           |  |  | 6             | A Hlaváčková L Hradecká     | A Hlaváčková L Hradecká     | 6                        | 6                 |   |   |                  |                         |                       |                         |                  |    |   |            |            |            |            |            |  |
|  | PR          | S Peng S Zhang                      | 7                                   | 5           | 7           |  |  | PR            | S Peng S Zhang              | S Peng S Zhang              | 4                        | 4                 |   |   |                  |                         |                       |                         |                  |    |   |            |            |            |            |            |  |
|  |             | S Mirza P Thombare                  | 6                                   | 7           | 5           |  |  |               |                             |                             |                          |                   |   |   | 6                | A Hlaváčková L Hradecká | 6                     | 4                       | 7                |    |   |            |            |            |            |            |  |
|  |             | D Kasatkina S Kuznetsova            | D Kasatkina S Kuznetsova            | 6           | 6           |  |  |               |                             |                             | D Kasatkina S Kuznetsova | 1                 | 6 | 5 |                  |                         |                       |                         |                  |    |   |            |            |            |            |            |  |
|  |             | A-L Grönefeld L Siegemund           | A-L Grönefeld L Siegemund           | 1           | 4           |  |  |               | D Kasatkina S Kuznetsova    | 6                           | 1                        | 6                 |   |   |                  |                         |                       |                         |                  |    |   |            |            |            |            |            |  |
|  | IP          | M Doi E Hozumi                      | 6                                   | 0           | 6           |  |  | IP            | M Doi E Hozumi              | 4                           | 6                        | 1                 |   |   |                  |                         |                       |                         |                  |    |   |            |            |            |            |            |  |
|  | 2           | C Garcia K Mladenovic               | 0                                   | 6           | 4           |  |  |               |                             |                             |                          |                   |   |   |                  |                         |                       |                         |                  |    |   |            |            |            |            |            |  |